# 3977 Maxine
3977 Maxine è un asteroide della fascia principale. Scoperto nel 1983, presenta un'orbita caratterizzata da un semiasse maggiore pari a 2,6416755 UA e da un'eccentricità di 0,1673993, inclinata di 12,53029° rispetto all'eclittica.